# ホアタイン
ホアタイン（ベトナム語：Thị xã Hòa Thành / 市社和城?）は、ベトナム社会主義共和国タイニン省の市社（町）である。

## 概要
カオダイ教の総本山を有する町である。2020年1月10日に県から市社に昇格した。

## 行政区画
以下の4坊4社から構成される。
- ホアタイン坊（Hòa Thành / 和城）
- ヒエップタン坊（Hiệp Tân / 協新）
- ロンタインバク坊（Long Thành Bắc / 隆城北）
- ロンタインチュン坊（Long Thành Trung / 隆城中）
- ロンタインナム社（Long Thành Nam / 隆城南）
- チュオンドン社（Trường Đông / 長東）
- チュオンホア社（Trường Hòa / 長和）
- チュオンタイ社（Trường Tây / 長西）